# Żubry murckowskie

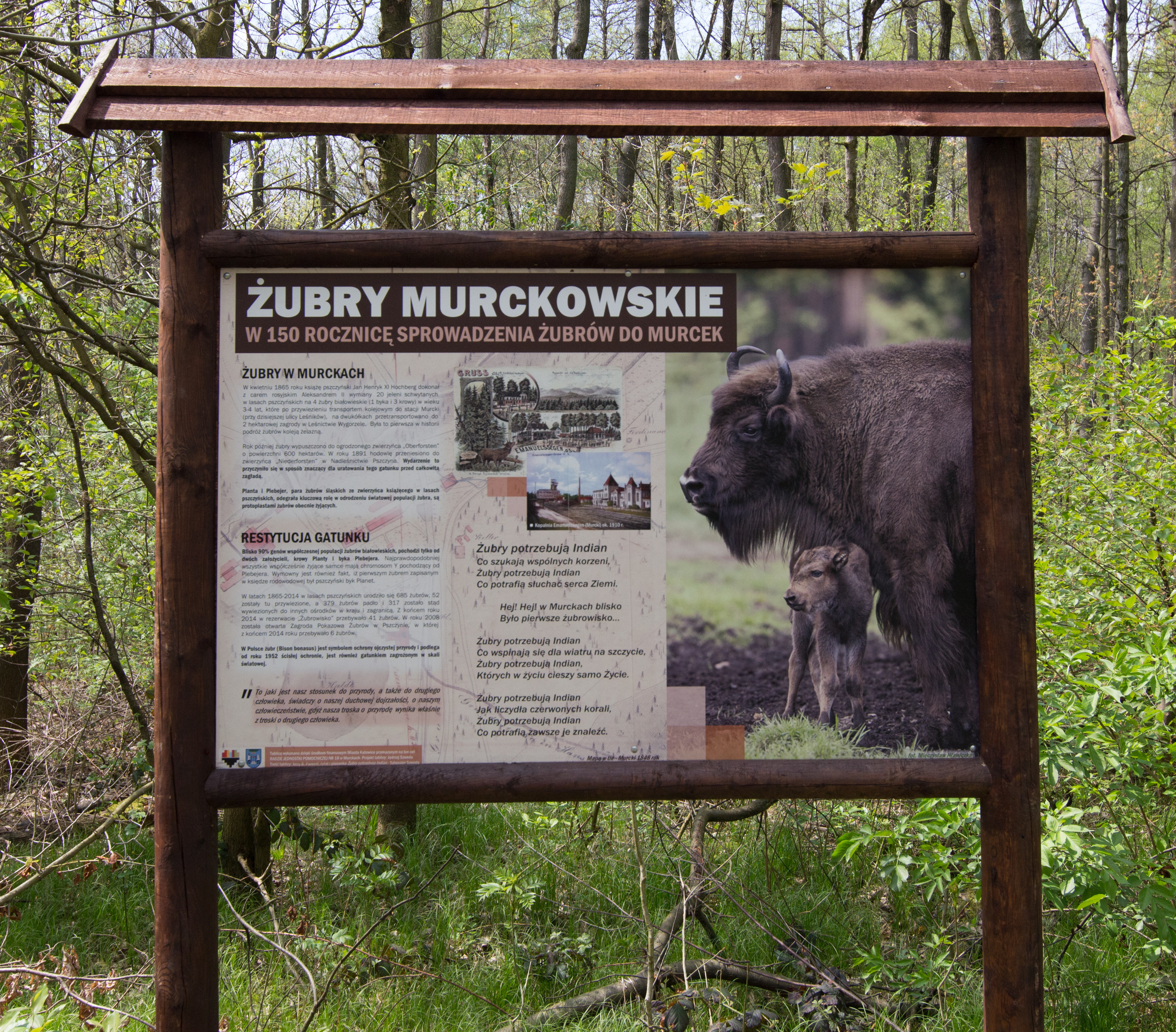
Tablica upamiętniająca 150 rocznicę sprowadzenia żubrów do Murcek

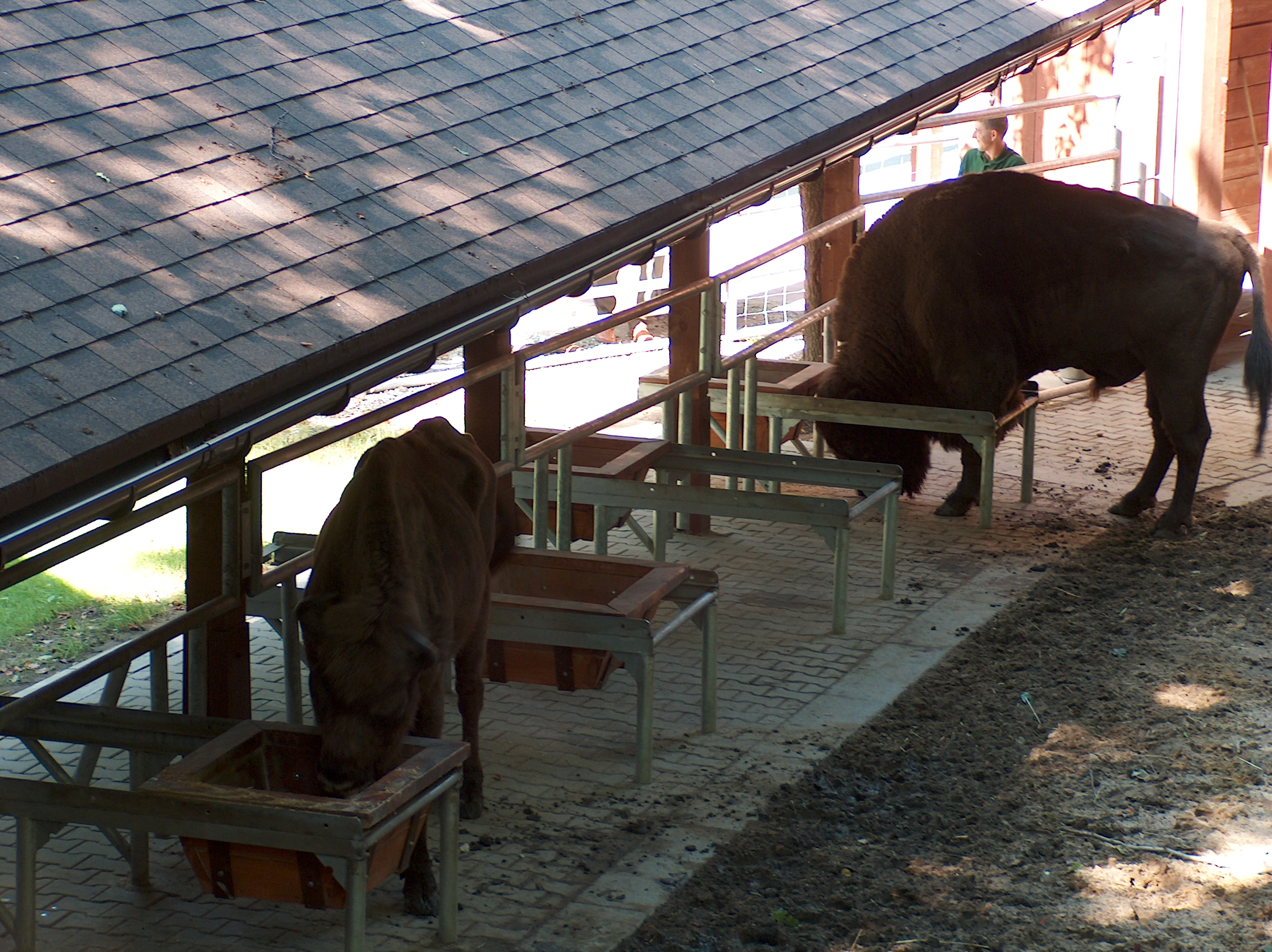
Pokazowa Zagroda Żubrów w Pszczynie

Żubry murckowskie – hodowla żubrów mająca miejsce na terenach Lasów Pszczyńskich.

## Początki hodowli
Początkiem hodowli żubrów w 1865 roku w lasach pszczyńskich była wymiana  dwudziestu jeleni schwytanych w lasach pszczyńskich na cztery żubry białowieskie (jednego byka i trzy krowy), dokonana pomiędzy Janem Henrykiem XI Hochbergiem  i carem rosyjskim Aleksandrem II. 
Zwierzęta dostarczono w kwietniu transportem kolejowym do stacji towarowej kopalni Emanuelssegengrube w Murckach. Skąd przewieziono je do leśnictwa Wygorzele nadleśnictwa Murcki i umieszczono w zagrodzie o powierzchni 2 ha, gdzie karmiono je owsem i sianem. Aby poprawić warunki hodowli rok później zwierzęta zostały przeniesione do ogrodzonego zwierzyńca „Oberfosten” o powierzchni 600 ha. 
Następnie, około roku 1891, hodowlę przeniesiono do zwierzyńca „Niederforsten” w nadleśnictwie Pszczyna, gdzie w półwolnej hodowli o niekontrolowanej reprodukcji żubry mogły się swobodnie poruszać na obszarze ponad 11000 ha lasów położonych między Jankowicami a Cielmicami. W tym czasie były okresowo dokarmiane zimą.
Z zestawienia zebranych danych o hodowli wynika, że stado żubrów powiększyło się z czterech w 1865 roku do siedemnastu w roku 1893.
| Rok  | Byki | Krowy | Cielęta | Razem |
| 1865 | 1    | 3     |         | 4     |
| 1875 | 1    | 5     |         | 6     |
| 1883 | 5    | 9     |         | 14    |
| 1885 | 6    | 2     | 2       | 10    |
| 1892 | 4    | 5     |         | 9     |
| 1893 | 5    | 12    |         | 17    |

Żubry te nie zostały odnotowane w Księdze Rodowodowej Żubrów, z wyjątkiem byka M 1 PLANET. Jest to pierwszy żubr odnotowany w księdze. Urodził się około 1881 roku, w roku 1888 został wywieziony do ZOO w Berlinie, a 30 grudnia 1899 roku do hodowli Hagenbecka w Hamburgu, gdzie padł około 1900 roku.

## Restytucja gatunku
Wypuszczenie żubrów sprowadzonych z Białowieży do lasów murckowskich można uznać za pierwszą na świecie próbę restytucji w czasach współczesnych tego gatunku w ekosystemie leśnym, która została dokonana osiemdziesiąt siedem lat wcześniej niż w Puszczy Białowieskiej.
Wywiezienie w 1865 roku czterech żubrów z Puszczy Białowieskiej miało ogromne znaczenie dla ratowania tego gatunku przed całkowitą zagładą. W 1919 roku wytępiono ostatnie dziko żyjące żubry w Puszczy Białowieskiej, zaś w Dolnych Lasach Pszczyńskich przebywały jeszcze czterdzieści dwa osobniki podgatunku  żubra nizinnego. W momencie przystąpienia do restytucji żubra w Białowieży w roku 1929 stado pszczyńskie liczyło tylko siedem osobników, które przeżyły okres I wojny światowej i powstań śląskich.
W latach 1865–2014 w lasach pszczyńskich urodziło się sześćset osiemdziesiąt pięć żubrów, pięćdziesiąt dwa zostały tu przywiezione, trzysta siedemdziesiąt dziewięć żubrów padło, a trzysta siedemnaście zostało stąd wywiezionych do innych ośrodków w kraju i zagranica. Z końcem roku 2014 w rezerwacie „Żubrowisko” przebywało czterdzieści jeden żubrów. W roku 2008 została otwarta zagroda pokazowa żubrów w Pszczynie, w której pod koniec roku 2014 przebywało sześć żubrów.

## 150. rocznica sprowadzenia żubrów do Murcek
W 2015 roku minęła 150. rocznica sprowadzenia żubrów do Murcek. Z tej okazji powstała tablica upamiętniająca to wydarzenie. Wydano również książkę U źródeł. Żubry murckowskie, stanowiącą uczczenie tego wydarzenia, które przyczyniło się w znaczący sposób do uratowania żubrów przed całkowitą zagładą.